# 아스다이야기
아스다이야기는 맥스온소프트에서 개발하고 엠게임에서 서비스하는 대한민국의 MMORPG 게임이다.

## 특징
아스다 이야기는 2008년 7월부터 서비스를 개시한 MMORPG로, 캐쥬얼 풍의 게임으로서 아이템 판매 방식을 채택하고 있다. 개발은 대한민국의 맥스온소프트가 담당했고, 현재 대한민국에서 엠게임을 통해 서비스 중이며, 미국에서는 GamesCampus가 퍼블리싱을 담당하고 있다.
귀여운 5등신 캐릭터를 사용하는 FULL 3D MMORPG로 풍부한 색감과 밝고 경쾌한 세계를 배경으로, 개성 강한 몬스터들이 등장하는 캐주얼한 RPG게임으로 여성들도 부담 없이 접근할 수 있는 게임이다.

## 세계관

### 기본 설정
아스다 이야기의 세계는 인류가 오랫동안 간절히 꾸었던 꿈들이 '틸리아(Tilia)'라는 여신의 힘에 의해 실제로 존재하게 된 세상, '옴니버스 월드'가 배경이 된다. 인간의 꿈을 가져다가 세상과 생명을 창조하는 틸리아 여신, 그리고 쇠락하고 부패한 것을 파괴하는 젊은 불의 신, 럼페르( Rumpere), 이 모든 것들을 무차별적으로 말살시키려는 악의 근원, 니힐(Nihil). 이렇게 3신 간의 대립에 의해 만신창이가 된 옴니버스 월드를 구해달라는 틸리아 여신의 요청에 의해 인간세계의 영웅들이 등장하여 활약한다는 것이 기본 플롯이다.

### 연표
- BG(Before Genesis) ???? : 현실세계에 지성체들이 등장하자. 그에 영향을 받은 옴니버스 월드에 ‘의지’가 태어나다.
- BG(Before Genesis) ???? : 최초의 인격신(人格神)인 창조신 ‘틸리아(Tailia)’와 파괴신 ‘럼페르(Rumpere)’가 나타나다. 각자 자신의 종복인 흰 까마귀 알버스(Albus)와 검은 개 아터(Ater)를 동반하고 있었다.
- AG(After Genesis) 0 : 틸리아가 현실세계 인간들의 꿈을 모아. 꿈의 세계 ‘이야기 왕국(Kingdom of Tails)’을 창조하다. 그녀의 곁에는 이른바 ‘꿈의 왕(Dream lord)’이라고 불린 인간으로부터 비롯된 다섯 명의 신들이 있었다.
- AG(After Genesis) 130세기 초 : 틸리아의 세계를 부러워한 럼페르가 자신의 영역을 갖기 위해 꿈의 조각을 빼돌려 불의 왕국 ‘화이어 렐름(Fire Realm)’을 세우다. 그의 곁에는 ‘뒤틀린 자(Twisted one)’라고 불린 세 명의 신이 있었다.
- AG(After Genesis) 130세기 중 : ‘니힐(Nihil)’이라고 불린 최초의 ‘악(Evil)’이 등장하다. 놀라운 힘으로 럼페르를 몰아내고 파이어 렐름을 장악한 니힐은 생포된 뒤틀린 자들을 각자 반으로 나누어 여섯 마왕(The Six sinister)을 만든다.
- AG(After Genesis) 13083년 봄 : 니힐의 침공을 우려한 틸리아가 ‘정신의 길’을 만들어 전파하다.
- AG(After Genesis) 13086년 겨울 : 니힐의 종적이 묘연해지다. 새로운 악의 정수, 옴니데크론(Omnidecron)이 역사에 등장하다. 니힐의 군세를 그대로 집어삼킨 옴니데크론은 여섯 마왕을 수족처럼 부리며 데크론 군단을 결성. 이야기 왕국을 침공. ‘천년전쟁’ 발발.
- AG(After Genesis) 14190년 11월 : 럼페르가 새로운 힘을 가지고 천년전쟁에 참여하다. 틸리아-럼페르 연합군이 데크론 군단을 몰아내는 데 성공. 전쟁 종결. 오랜 기간의 전쟁으로 인해 이야기 왕국의 전역이 황폐화되다.
- AG(After Genesis) 14190년 12월 : 전쟁 종결을 축하하는 분위기 속에서 이야기 왕국의 각지에서 주민들의 정신이나 육체가 뒤틀려 무언가 다른 존재로 변하는 현상이 발생. 주민들은 이를 ‘악몽’이라고 부르기 시작한다.
- AG(After Genesis) 14191년 6월 : 이야기 왕국의 ‘마도문명 연구협회’에서 ‘악몽’을 일종의 현상으로 실존함을 인정하다.
- AG(After Genesis) 14191년 7월 : 이야기 왕국과 화이어 렐름간의 한시적인 평화협정이 맺어지다. 악몽과 싸우기 위한 ‘용사의 길’이 전파되기 시작하다. 틸리아의 사절들이 현실세계의 용사들을 본격적으로 찾아나선 것도 이 시기이다.
- AG(After Genesis) 142세기 말 : 악몽과 싸우기 위해 현실세계의 인간들이 옴니버스 월드로 대거 유입된 것의 부작용으로, 이야기 왕국 내에서의 내전 발생. 전란의 시대 개막. 어찌된 일인지 악몽으로 인한 세계의 변이는 점차 잦아들고 있었다.
- AW(After War) 0 : 대지원소의 대륙, 알페온을 통합한 ‘성왕’ 알펜(Alfen) 1세 등장. 알페온 대륙을 넘어서 다른 대륙까지도 세력권이 형성된 대국을 세우다. 이른바 ‘아스다(Asda) 왕국’이라고 이름 지어진 이 나라를 중심으로 이야기 왕국 전역에 한동안의 평화가 찾아오다.
- AW(After War) 8세기 초 : 한동안 잊혀졌던 세계의 뒤틀림이 다시 목격되기 시작하다.
- AW(After War) 812년 봄 : 아스다 왕국의 왕립 학술 아카데미에서 대륙 전역에서 나타나기 시작한 이상현상에 대해 대규모 조사단을 파견하다.
- AW(After War) 812년 여름 : 현재.

## 특징

### 소울메이트
소울메이트는 아스다 이야기의 특징 중 하나로, 마음에 맞는 사람과 보다 더 재밌게 즐길 수 있는 1:1파티 시스템이다. 또한, 소울메이트는 계정단위로 맺어지기 때문에 계정에 존재하는 모든 캐릭터와 소울메이트 상태가 된다. 소울메이트는 해지하기 전까지 꾸준히 유지되며 해지에 따른 페널티는 없다.
소울메이트를 맺은 상대와 같이 사냥을 하거나 함께 있는 것으로 소울메이트 레벨이 올간다. 이렇게 소울메이트 레벨이 올라가면.. 특별한 스킬들을 사용할 수 있게 되고 각 스킬은 다음과 같다.
1. 영혼체 전달(12시간) : 스킬을 사용하고 로그아웃 하면 자신의 영혼체가 소울메이트에게 전달된다
2. 소울메이트 소환(20분) : 소울메이트를 자신이 있는 지역으로 소환한다.
3. 영혼의 보호(20분) : 캐릭터 사망시 경험치 페널티를 없애준다.
4. 부활의 속삭임(10분) : 상대 소울메이트가 죽은 경우 곧바로 부활시킨다.
5. 소울메이트 이동(20분) : 상대 소울메이트가 있는 곳으로 이동한다.
6. 파워업(패시브) : 근처에 소울메이트가 있으면 공격력이 10% 상승한다.
7. 영혼의 힐링(15초) : 상대 소울메이트의 체력을 80% 회복시킨다.
8. 영혼의 결합(60초) : 상대 소울메이트의 공격력을 70%만큼 얻어온다.
9. 소울메이트의 노래(12시간) : 30분동안 모든 State를 50% 상승시킨다.

영혼체 전달
영혼체 전달은 소울메이트 중 한쪽이 로그아웃 해야할 상황에서 자신의 영혼체를 상대에게 맡기면, 영혼체와 함께 플레이 했을 때 발생하는 경험치의 일부가 영혼석에 담겨 나중에 영혼의 주인이 다시 로그인했을 때 그 경험치를 선물로 받을 수 있는 스킬이다.
1. 영혼체를 전달 받을 사람이 영혼석을 가지고 있어야 한다.
2. 영혼체 전달 스킬을 사용하면 30초 이내에 로그아웃 한다.
3. 영혼석을 사용하면 영혼이 나타나고, 이후 사냥을 하면 영혼석에 경험치가 누적된다.
4. 상대 소울메이트가 다시 로그인을 했을 때, 영혼석을 더블클릭하면 경험치가 전달된다.

또다른 경험치 황금사과
황금사과는 소울메이트가 서로 근처에 있을 때, 몬스터를 잡게 되면.. 몬스터의 경험치 일부가 쌓이는 사과가 생기고 계속해서 몬스터를 사냥하게 되면 사과가 점점 커져 황금사과로 변하게 된다. 이 황금사과는 소울메이트 둘중 누구든 먹을 수 있으며, 더블클릭을 하게 되면 적립된 경험치를 획득하게 된다.

### 소웰
아스다 이야기의 최대 특징 중의 하나로, 이 게임에서는 무기와 방어구 아이템이 아이템의 실제 능력치와 외형이 분리되어 있다. 이때 가장 중요한 능력치를 가진 아이템이 소웰(Soul+Jewel)이다. 쉽게 말하면 디아블로의 주웰 시스템과 유사하다고 생각하면 된다. 단지, 주웰 시스템은 기본 장비에 추가 능력치를 더하는 것이지만, 이 게임의 소웰은 공격력, 방어력 기타 여러 가지 옵션 등의 거의 전부를 가지고 있다고 생각하면 된다. 이 때문에 유저는 자신이 원하는 종류나 디자인의 장비를 처음부터 끝까지 고수하는 것도 가능하다. 좋은 소웰만 있다면, 사실 장비는 취향대로 선택해 조합해 사용할 수 있다.

### 진영 전쟁
게임 내의 캐릭터는 2차전직(24Lv)을 하면 시나리오상에서 대립각을 이루고 있는 3신 중, 하나를 따르는 진영을 선택할 수 있다. 일정한 시간마다 특별한 인스턴스 던전이 열리고, 이 곳에서 3개의 진영이 모여 서로 전투를 하게 되며 이를 진영전쟁이라고 한다. 단순히 상대 진영을 쓰러뜨리기만 하면 되는 것이 아니라, 진영 전장에 있는 여러 개의 거점(오브젝트)을 점령해야만 승리할 수 있으며, 이에 따라 전투력을 어떻게 배분하느냐에 대한 전략도 매우 요구되는 시스템이다.

## 직업과 특성

### 직업
캐릭터를 처음 생성하면 노비스로 시작하며, 5레벨에 전직 퀘스트를 수행하고 나면 전사/궁사/마법사 3가지 직업 중의 1가지를 선택하는 것이 가능하다. 사실상 5레벨까지는 튜토리얼에 가까운 퀘스트만 수행하면 빠르게 도달 가능하다. 현재는 각 직업 당 2번씩의 전직을 통해 3차 전직 클래스까지 진행하는 것이 가능하다.

### 무기의 사용
전사는 한손검과 방패, 창, 양손검을 사용할 수 있고, 궁사는 석궁, 활, 발리스타를 사용할 수 있다. 법사는 공격형 지팡이, 버프형 지팡이, 힐러형 지팡이를 사용할 수 있다. 그러나 직업에 관계 없이 다른 직업의 무기로 일반적인 물리 공격은 가능하나 다른 직업의 스킬까지 사용할 수는 없다.

### 스킬
각 직업마다 무기를 3가지를 사용할 수 있어서인지 스킬도 각 직업다마 3가지씩의 특성이 다른 스킬 트리가 존재하며, 레벨업을 할 때마다 2개의 스킬 포인트를 받아 스킬 포인트를 투자하는 방식으로 되어있다. 어떤 스킬 라인을 타느냐에 따라서, 완전히 다른 캐릭터가 되어버리는 결과를 초래한다. 이 때문인지 초보레벨인 10레벨과 20레벨에서 스킬을 초기화할 수 있는 아이템을 제공한다. 스킬 트리는 한 가지 특성 트리만 투자할 수도 있지만, 3개의 트리를 분산해서 투자할 수도 있다. 따라서 전략에 따라 무기를 바꾸어 드는 캐릭터로 성장시킬 수 있다.

### 전직
5레벨에 1차 전직을 한 후, 24레벨이 되면 전직 퀘스트를 받아 2차 전직을 할 수 있다. 3차 전직은 40레벨에 가능하다.

### 레벨업
레벨 자체는 적당한 속도로 오르는 편이다. 특히 20레벨까지의 레벨업이 매우 빠른 편이며, 20레벨 이후부터 레벨업 속도가 조금씩 늦어지기 시작하여, 60레벨 이후에 성장 속도가 한 번 더 고비가 온다.

### 능력치
캐릭터가 선택한 직업에 따라서 자동으로 능력치가 증가한다. 레벨업에 따라서 쌓이는 방식이 아니라, 각 직업의 레벨에 따라서 미리 결정되어 있는 수치가 되기 때문에, 전직을 좀 늦게 한다고 해서 능력치를 손해보거나 하는 것은 아니다. 대신 아이템에 의해 능력치가 매우 큰 폭으로 변화하도록 되어 있다. 장비의 강화, 장비에 붙어 있는 옵션, 장신구, 소웰 등등에 의해 능력치가 매우 큰 폭으로 변화한다.

## 실제 성별과 캐릭터 성별의 일치
대한민국에서는 주민등록번호를 이용해 최초 캐릭터를 생성할 때 실제 유저의 성별과 같은 캐릭터를 선택하도록 되어 있다. 하지만 일부 사용자들은 지인이나 타인의 주민등록번호를 이용해 다른 성별의 캐릭터를 생성하는 경우도 존재한다. 이 내용은 현재까지는 대한민국 서비스에서만 적용되고 있을 뿐 타 지역의 서비스에서는 아직 적용된 사례가 없다.

## 서비스 중단
2010년 시즌3 출시 이후로 유저수가 점점 줄어들고 있자, 아스다 이야기는 후속인 아스다R을 내보낸다. 아스다R은 2011년 1~2월 클로즈 베타 테스트를 진행하여 3월 30일에 오픈 베타 되었다. 아스다 이야기는 2011년 3월 15일에 서비스 종료 예정이었으나, 유저들의 반대로 부분 유료화가 종료된 채로 서비스를 유지하다가, 2011년 9월 15일에 서비스를 종료하기로 확정되었다.